# Andor Szanyi
Andor Szanyi (Mezőcsát, 1 de agosto de 1964) es un deportista húngaro que compitió en halterofilia.
Ganó tres medallas en el Campeonato Mundial de Halterofilia entre los años 1985 y 1987, y cinco medallas en el Campeonato Europeo de Halterofilia entre los años 1985 y 1992.
Participó en dos Juegos Olímpicos de Verano, en los años 1988 y 1992, siendo descalificado en Seúl 1988 por dopaje.

## Palmarés internacional
| Campeonato Mundial | Campeonato Mundial       | Campeonato Mundial | Campeonato Mundial |
| Año                | Lugar                    | Medalla            | Categoría          |
| ------------------ | ------------------------ | ------------------ | ------------------ |
| 1985               | Södertälje (Suecia)      | Medalla de oro     | 100 kg             |
| 1986               | Sofía (Bulgaria)         | Medalla de bronce  | 100 kg             |
| 1987               | Ostrava (Checoslovaquia) | Medalla de bronce  | 100 kg             |
| Campeonato Europeo |                          |                    |                    |
| Año                | Lugar                    | Medalla            | Categoría          |
| 1985               | Katowice (Polonia)       | Medalla de bronce  | 100 kg             |
| 1987               | Reims (Francia)          | Medalla de oro     | 100 kg             |
| 1988               | Cardiff (Reino Unido)    | Medalla de bronce  | 100 kg             |
| 1991               | Władysławowo (Polonia)   | Medalla de bronce  | 110 kg             |
| 1992               | Szekszárd (Hungría)      | Medalla de bronce  | 100 kg             |